# اچ‌ام‌اس ال۷۱
اچ‌ام‌اس ال۷۱ (به انگلیسی: HMS L71) یک زیردریایی بود که طول آن ۲۳۰ فوت ۶ اینچ (۷۰٫۲۶ متر) بود. این زیردریایی در سال ۱۹۱۹ ساخته شد.